# Ethirastis sideraula
Ethirastis sideraula är en fjärilsart som beskrevs av Edward Meyrick 1915. Ethirastis sideraula ingår i släktet Ethirastis och familjen signalmalar. Inga underarter finns listade i Catalogue of Life.